# Wo Gott der Herr nicht bei uns hält, BWV 1128
Wo Gott der Herr nicht bei uns hält, BWV 1128 es una fantasía coral escrita para órgano por el compositor Johann Sebastian Bach. Se basa en Wo Gott der Herr hält nicht bei uns, un himno luterano del año 1524 por Justus Jonas. El manuscrito fue descubierto recientemente, el 15 de marzo de 2008 en una subasta de objetos de la colección de Wilhelm Rust (1822-1892). El primer registro público de esta fantasía coral data de 1845, casi 100 años después de la muerte de Bach, figuraba entre piezas para órgano por "Sebastian Bach" en la subasta de bienes de Johann Nicolaus Julius Kötschau, un organista de Santa María en Halle, Sajonia-Anhalt. De acuerdo con registros públicos, Rust adquirió las piezas en una subasta realizada en el año 1814 junto con el Pequeño libro de Wilhelm Friedemann Bach. Kötschau, que al parecer era reacio a compartir su colección de premios, finalmente cedió, primero prestarlo a Félix Mendelssohn, y luego a los editores de Leipzig C. F. Peters.

## Historia
En 1845 la subasta de bienes de Kötschau, este manuscrito, junto con otras obras de Bach, fue adquirida por Friedrich August Gotthold. En 1852, para preservar su colección, donó a la Biblioteca de Königsberg, pero solo llamó la atención luego de 25 años cuando Joseph Müller, a pesar de la oposición de sus superiores, elaboró un catálogo titulado 24 libros de composiciones de órgano de J. S. Bach, entre los cuales en el fascículo n.º 5 se encontraba Wo Gott der Herr nicht bey uns hält.
Esto llamó la atención de Wilhelm Rust, que envió en un préstamo de la biblioteca de Berlín, donde lo copió. Esta transcripción del 8 de septiembre de 1877 se ha convertido en "Fuente A" de esta edición, y se desconoce si Rust, como editor de 26 de los 46 volúmenes de Bach Gesamtausgabe, tuviese la intención de incluirlo. Renunció por conflictos, especialmente con Philipp Spitta, pero hizo aún más en 1878, en cierto modo, compartiendo la composición con el rival de Spitta Carl Hermann Bittner, cuyo volumen IV de su segunda edición de J. S. Bach (Dresde 1880/Berlin 1881) incluye 141. Wo Gott der Herr nicht bey uns hält. Fantasia sopra il Chorale G-moll. Por alguna razón la fantasía coral no fue incluido en la Gesamtausgabe, por lo que Wolfgang Schmieder en su Bach-Werke-Verzeichnis (Leipzig 1950) puso un fragmento de la misma en un apéndice (BWV Anh. II 71).
Tras la muerte de Rust en 1892, gran parte de su colección la heredó su alumno Erich Prieger, que escribió un extenso ensayo en 1885 en Wilhelm Rust and His Bach Edition, la colección de Prieger a su vez fue subastada después de la Primera Guerra Mundial en tres secciones, una de las cuales fue en 1924 para el vendedor de libros M. Lempertz.

### Descubrimiento
El 15 de marzo de 2008, la firma de subastas Leipzig de Johannes Wend ofreció el lote n.º 153 con: "manuscritos de la finca de Wilhelm Rust. Sobre todo composiciones propias o arreglos de obras de Bach". Esto incluyó piezas de la colección Prieger y la fantasía coral. Los artículos de Rust fueron adquiridos por el Museo de la Universidad estatal de Halle, además gracias a la labor de los editores Stephan Blaut y Michael Pacholke de la Universidad de Halle, la fantasía coral fue autenticada.

### Primera interpretación
El 13 de junio de 2008 Ullrich Böhme toco por primera vez la pieza BWV 1128 en el concierto de apertura de la Bachfest Leipzig, que incluyó la cantata BWV 178, cantada por el Thomanerchor. El mismo día, se editó un CD por Rondeau Production con ambas composiciones y obras de Rust.